# キリエのうた
『キリエのうた』は、 岩井俊二による日本の小説。岩井俊二が監督・脚本を担当し、2023年10月13日に公開された同名の音楽映画の原作となっている。

## 製作
岩井俊二は本作品について「初めは、とある未発表小説の中に書いた女の子2人の小さな物語だった。それがいつしか13年にも及ぶ話になり、自分の想像を越えた重たい十字架をこの子たちに背負わせることになった。彼らはこの世界を自らの足で歩き、懸命に、そして自由奔放に生きている。この空の下のどこかで。」と語っている。

## あらすじ
5月の夕方、 新宿駅南口路上でシンガーソングライターのキリエは生声とギターで弾き語りを始める。彼女は歌う時以外はほとんど声が出せない。だが、その歌声は歩行者を惹きつけ足を止めさせ、投げ銭をしてくれる人も現れる。
そんな彼女の前にイッコと名乗る女性が立ち止まって歌をリクエストし、キリエが歌い終えると拍手とともに多額の投げ銭をする。外見や雰囲気がまるで別人に思えたため、最初は気付かなかったが、キリエが彼女の家に泊めてもらった翌朝、化粧を落としたイッコの顔には見覚えがあった。さらに、彼女がキリエの本名である路花（るか）と呼びかけたことで、キリエが通っていた帯広の高校の先輩で友人の広澤真緒里だと確信した。
イッコはキリエにマネージャーを申し出る。そして、素の声で歌っていたキリエにイッコがマイクやアンプなど機材や衣装を揃えてくれて、少しずつ規模の大きな路上ライブを仕掛けていくようになる。
真緒里（イッコ）は高校時代に潮見夏彦に大学受験のための家庭教師をしてもらっていた。その時に夏彦は真緒里と同じ高校の小塚路花（キリエ）を自分の妹だと言い、話しかけてやってほしいと頼んだことが真緒里と路花が知り合うきっかけとなっている。
夏彦は仙台市の高校時代に路花の姉・希（きりえ）と交際しており、彼女が夏彦との子を妊娠し結婚の約束をしている。そんな時、東日本大震災が発生し、石巻にいた希と希の母・呼子は津波に巻き込まれ行方不明となってしまう。夏彦は希たちをずっと探し続けており、大阪の阪神大学医学部に合格していたが、地元の惨状にショックを受け、進学は一旦諦め、石巻でボランティア活動をしていた。
震災から2か月後に大阪・藤井寺の小学校教師・寺石風美が古墳公園の木の上で生活していた当時9歳の路花を見つけて自宅で保護する。そして、SNSで調べると夏彦が路花の関係者らしいと考えて夏彦に連絡をすると、夏彦は石巻からすぐに藤井寺まで駆けつける。
夏彦と風美はひとまず地元の児童相談所に路花を連れて相談に行くが、2人の児童福祉司は熱心に話を聞いてくれながらも、夏彦と風美に路花との血縁関係がないからと何の断りもなく、路花はいきなり一時保護所に送られている。児童相談所から再度問い合わせがあった際に、夏彦は自分が路花の面倒を見たいと申し入れているが断られ、その後の路花の処遇は個人情報だからと一切教えてもらえず、後になって仙台の「あおば子供の家」に中学までいたことを知る。
夏彦はその後、北海道の十勝畜産大学に進学し牧場の仕事をしており、路花も帯広の愛国高校に進学したと夏彦にDMで連絡している。やがて、帯広の里親と上手くいかなくなった路花が夏彦の家にやって来ており、2人で暮らしていた。
そんなある日、宮城県の児童福祉司・沖津亜美が男性の福祉司2人と帯広の児童福祉司3人と共にやって来て、路花を保護し里親の元に連れ戻している。その後、路花は夏彦と会うことはなかった。年月を経て、キリエと同居していたイッコが西麻布の夜のフィクサー・越智柚子子と関わり結婚詐欺事件を起こしたことで、新宿南警察署から連絡を受けやって来た夏彦が署内の廊下でキリエ（路花）と再会することになる。
キリエの音楽活動に協力してくれている松坂珈琲たちが企画した「路上主義・新宿中央公園フェス」は、いろんなバンドやボーカリストが参加し11月の連休に開催された。しばらく行方不明になっていたイッコは、フェスの前にはキリエのところに帰り、直前までキリエに連絡をしていたが、当日会場に現れることはなかった。
フェスは3日間開催される予定だったが、近隣のホテルや住民から苦情が寄せられ、取っていた公園の使用許可書が見当たらないというハプニングまで起きてしまったことで半日で中止となっている。ちょうどキリエバンドがステージに上がった時に中止が言い渡されたが、風琴が小さな音で鳴らし始めたスネアドラムに他のメンバーの音が加わって偶然に「憐れみの讃歌」のイントロとなり、キリエがマイクを握り歌声を会場に轟かせた。

## 登場人物
※ キリエとイッコについては、状況に応じて路花と真緒里を使用し、紛らわしい箇所は併記している（あらすじ節も同様の表記）。

### 主要人物
キリエ / 小塚路花（こづか るか)
住所不定の路上ミュージシャン。宮城県石巻市生まれ。東日本大震災に遭って以来、歌う時以外はほとんど声を出せない。震災で母と姉を亡くしている。
Kyrie（キリエ）は姉の名前から付けたアーティスト名。新宿での路上ライブ中に高校時代の先輩で友人のイッコ（真緒里）と再会する。
イッコ / 一条逸子（いちじょう いつこ) / 広澤真緒里（ひろさわ まおり)
路花が通学していた帯広の愛国高校の一つ上の先輩。当時真緒里から声をかけて友人となっている。
キリエのマネージャーを申し出る。広澤真緒里という名前は捨てたと言い、一条逸子（イッコ）と名乗っている。
潮見夏彦（しおみ なつひこ)
横井の牧場の従業員。横井に頼まれて真緒里の家庭教師をしていた。生まれは宮城県仙台市で小中学校時代は石巻市で暮らしていた。
仙台の高校時代に路花の姉・小塚希と交際、結婚の約束をしており、義妹になるはずだった路花を自身の妹のように大切に思っている。
高校時代はバンドでギターを弾いており、詩と曲も書いていた。路花に最初にギターを教えたのは夏彦である。
寺石風美（てらいし ふみ)
大阪・藤井寺市の小学校の教師。古墳公園の木の上で生活しているイワンと呼ばれていた少女を自宅で保護する。
SNSで石巻にいる夏彦が少女の関係者らしいと知り、連絡すると夏彦はすぐに大阪まで来ている。

### キリエ / 路花の関係者
小塚呼子（こづか よぶこ）
路花と希の母。夫を海の事故で亡くしている。高齢者介護サービスの仕事をしていた。
希の妊娠判明後に挨拶に来た夏彦を笑顔で歓迎している。東日本大震災で亡くなっている。
小塚希（こづか きりえ）
路花の姉。夏彦の小中学校時代の1年後輩。石巻白百合女子高校の2年生だった。夏彦の彼女で夏彦との子を妊娠、結婚の約束をしている。東日本大震災で亡くなっている。
沖津亜美（おきつ あみ）
宮城県の児童相談所のベテラン児童福祉司。路花の担当を長期間しており、路花が帯広の高校に進学するために里親も探している。
里親と上手くいかなくなり、夏彦と同居するようになっていた路花を帯広の児童福祉司と共に里親の元に連れ戻している。
藤井寺市の児童福祉司
2人の女性福祉司。夏彦と風美から路花の事情を熱心に聞くが、夏彦と風美に路花との血縁関係がないからと2人には何の話もなく、路花を一時保護所に送っている。
大阪の路上ミュージシャン
小学生の路花と知り合い、一緒に路上で歌い投げ銭を得ていたが、警察に捕まってしまう。路花はその後も公園などで歌っており、投げ銭は得られなかったが、多くの通行人からいっぱいの拍手をもらっている。
キリエの付き人の女性
大学卒業後、勤務していた映像関連の会社を過重労働に疲れて職場放棄の上、ネットカフェで滞在中にキリエと知り合い、正式に辞職した後、キリエの付き人となる。
キリエと風琴から聞いた話をブログに書き綴っていたものが出版社の目に止まり、夏彦や風美、珈琲ら関係者の取材を加え、「キリエのうた」として出版される。

### イッコ / 真緒里の関係者
広澤楠美（ひろさわ くすみ）
真緒里の母。スナック「なおみ」を経営している。店の常連客の横井と付き合っていた。
横井の援助を当てにして真緒里を東京の八王子学園大学に進学させていたが、横井と別れたため学費が出せなくなり、真緒里は休学を経て退学している。
広澤明美（ひろさわ あけみ）
真緒里の祖母。
横井啓治（よこい けいじ）
農家の四代目で牧場経営をしている。男の子が2人おり、楠美が内縁の妻のような立場で世話をしていた。
真緒里が初めて会った時の感想は「見るからに女癖の悪そうな中年男」。他の店の女の子に執着したことが原因で楠美とは別れている。
越智柚子子（おち ゆずこ）
西麻布界隈で知られた夜のフィクサー。真緒里を気に入り、一条逸子と名付け夜の世界の「天女」とする。
柚子子は「天女たち」を何人も抱えて巧妙にマネタイズし、結婚詐欺まがいの手口などで荒稼ぎをしていた。
波田目新平 / ナミダメ
IT会社社長。イッコとの結婚を望んでいるが、イッコからははぐらかされている。苗字の本来の読みは「はため」。
警察からイッコが結婚詐欺師で何人も被害者がいると聞き、やり場のない怒りを抱え、キリエを襲おうとする。
小笠原
真緒里の高校の担任教師。
上田珠緒（うえだ たまお）
真緒里の友人。世田谷でルームシェアしていた。バイトしていた八王子駅ビルのカフェの同僚。
灰野翼（はいの つばさ）
珠緒の彼氏。過去に違法ドラッグで逮捕された経歴があることが後から判明。珠緒の留守に真緒里を薬で眠らせレイプしている。
後日、越智柚子子から制裁を受け社会生活を送れないようにされており、そのことを逆恨みしたのか真緒里と思われる女性に刺傷を負わせている。

### 夏彦の関係者
潮見加寿彦（しおみ かずひこ）
夏彦の伯父。潮見外科の院長。
潮見真砂美（しおみ まさみ）
夏彦の母。大学卒業後10年くらいFM局でパーソナリティーをしていた。育児に興味がなく、夏彦の養育は母・克子に任せていた。
潮見崇史（しおみ たかし）
夏彦の父。FM局のラジオディレクター。真砂美とは職場結婚で潮見家に婿入りしている。
マーク・カレン
加寿彦と同棲生活をしている。ニューヨーク出身。宮城野大学文化人類学特任教授。
潮見貞彦
夏彦の祖父。夏彦の名付け親。克子とともに石巻在住。
潮見克子
夏彦の祖母。夏彦が中学まで一緒に暮らし慕っていた。夏彦が10歳の時に亡くなっている。
小野寺隼人、吉田淳司、森本和典
夏彦の中学の同級生たち。他の同級生たちとお盆に夏彦の祖父母の家に集まっている。
小野寺が駅前で会った小塚希を連れてきており、夏彦が希と交際するきっかけを作っている。

### 風美の関係者
岡田健人
風美が担任をしている土師ノ里（はじのさと）小学校5年2組の男子児童。近くの古墳にいた近隣で見かけない女子に話しかける。
何を聞いても何も言わないことから、彼女に「イワン」とあだ名をつけた。風美と路花が出会うきっかけを作っている。
宮田早紀
大学時代の友人。天王寺で中学校の教員をしている。風美が語る「イワン」の話を真剣に聞いてくれる。

### 音楽関係者
根岸凡
音楽プロデューサー。イッコの依頼でキリエにオーディションの話を持ってくる。
風琴（ふうきん）
ギタリスト。キリエのライブに観客として来ていた。ギターの伴奏を申し出て、キリエが自分では出せなかった微妙な音を巧みに入れる演奏をしてくれる。
それ以降はライブのセッティングや物販も手伝ってくれるようになっている。「風琴」はオルガンを意味する。
松坂珈琲（まつざか コーヒー）
ストリートミュージシャン。一杯のコーヒーのような香ばしい音楽を届けたいというのが名前の由来。
イッコがキリエの販売用グッズを依頼する。いろんなバンドやボーカリストが参加する路上フェスを企画しようとする。
田中山茶花（たなか さざんか）/ サザンカ
キーボード奏者。珈琲がキリエのために集めてくれた演奏者。
小杉慶太（こすぎ けいた）/ ケータリ
ドラマー。珈琲がキリエのために集めてくれた演奏者。
安達和弘（あだち かずひろ）/ メガロパ
ベーシスト。珈琲がキリエのために集めてくれた演奏者。

### その他
堀田、沢井
新宿南警察署の中年刑事と若い刑事。柚子子やイッコの結婚詐欺行為についてキリエと夏彦に事情聴取をする。
通りがかりのキックボクサーたち
新宿中央公園付近で通行人を刺した通り魔を取り押さえようとし、思わぬ反撃を受け通り魔をハイキックで失神させる。通り魔は救急搬送されるが、亡くなってしまう。

## 書誌情報
- 岩井俊二（著）『キリエのうた』（2023年7月5日発売[3]、文春文庫、ISBN 978-4-16-792061-6）

## 映画
2023年10月13日に公開された音楽映画。監督は岩井俊二、主演は映画初主演となるアイナ・ジ・エンド。
唯一無二の歌声を持ったキリエの音楽が、降りかかる苦難に翻弄され、別れと出逢いを繰り返しながら、絡み合う男女4人の13年の物語をつないでいく姿が描かれる。
撮影は作品の舞台である石巻・大阪・帯広・東京を中心に各地で行われた（「主なロケ地」参照）。
2023年10月開催の第28回釜山国際映画祭「A Window on Asian Cinema部門」にて招待作品として、10月5日から10日までの間に3回上映された。

### キャスト

#### 主要人物（映画）
小塚路花（こづか るか）/ Kyrie（キリエ）
演 - アイナ・ジ・エンド
住所不定の路上ミュージシャン。東日本大震災に遭い、母と姉を亡くして以来、歌うことでしか「声」を出せない。Kyrieは姉の名前から付けたアーティスト名。
潮見夏彦（しおみ なつひこ）
演 - 松村北斗（SixTONES）
横井の牧場で働いている。東日本大震災で行方不明となった婚約者の希（きりえ）を探し続けていた。
真緒里が高校3年の時、家庭教師をしていた。この時に同じ高校にいた路花と真緒里を引き合わせている。
寺石風美（てらいし ふみ）
演 - 黒木華
傷ついた人々の心に寄り添う小学校の教師。物語の発端に大きく関わる。
担任するクラスの児童から「イワン」と呼ばれていた路花を見つけ、自宅で保護し夏彦に連絡する。
⼀条逸子（いちじょう いつこ）/ イッコ / 広澤真緒里（ひろさわ まおり）
演 - 広瀬すず
キリエのマネージャーを買って出る謎の女。帯広の愛国高校での路花の先輩で、当時真緒里から声をかけて友人となっている。
広澤真緒里という名前は捨てたと言い、一条逸子（イッコ）と名乗っている。

#### キリエ / 路花の関係者（映画）
小塚呼子（こづか よぶこ）
演 - 大塚愛
路花と希の母。夫を海の事故で失っている。希の妊娠判明後に挨拶に来た夏彦を歓迎している。東日本大震災で亡くなっている。
小塚希（こづか きりえ）
演 - アイナ・ジ・エンド（一人二役）
路花の姉。石巻白百合女子高校の2年生だった。
希から言い寄る形で夏彦と交際し、夏彦との子を妊娠している。東日本大震災で亡くなっている。
沖津亜美
演 - 安藤裕子
宮城県の児童相談所のベテラン児童福祉司。路花が帯広の高校に進学するために里親も探している。
里親と上手くいかなくなり夏彦と同居していた路花を帯広の児童福祉司と共に里親の元に連れ戻している。
イワン
演 - 矢山花
謎の少女。幼少期の路花だと後から判明する。「イワン」は何も言わない（言わん）ために近隣の児童からつけられたあだ名。
東日本大震災で家族を失い、大阪にいるはずの姉の「フィアンセ」の夏彦を訪ねようと、大阪行きのトラックに潜り込み大阪に来ていた。
児童福祉司
演 - 光法、寺尾毅
藤井寺の児童相談所の児童福祉司。夏彦と風美から路花の相談を受けるが、夏彦と風美に路花との血縁関係がないからと2人には何の話もなく、路花を一時保護所に送っている。
産婦人科医
演 - 三木美加子
希が受診する産婦人科の医師。
柳
演 - たれやなぎ
石巻の小学校の教師。路花のクラス・3年2組の担任。震災発生時にやって来た希から路花の所在を聞かれる。

#### イッコ / 真緒里の関係者（映画）
広澤楠美
演 - 奥菜恵
真緒里の母。3代続くスナックのママ。店の常連客の横井にプロポーズされている。
横井からの援助の申し出を受け、真緒里を大学に進学させようとしたが、横井と別れたため断念している。
広澤明美
演 - 浅田美代子
真緒里の祖母。
横井啓治
演 - 石井竜也
楠美の元恋人。楠美の店の常連客で大牧場である横井牧場の経営者。真緒里の学費など援助してくれるはずだった。
小笠原
演 - 林雄大
真緒里の高校の担任教師。
イッコの元恋人
演 - 豊原功補
イッコの元恋人のガールフレンド
演 - 松本まりか
波田目新平 / ナミダメ
演 - 松浦祐也
IT会社社長。警察からイッコが結婚詐欺師で何人も被害者がいると聞き、やり場のない怒りを抱え、キリエを襲おうとする。
イッコの仲間の女性
演 - 村中暖奈
新宿駅前の路上で飲み会に行くグループから離れようとするイッコに声をかける。

#### 夏彦の関係者（映画）
マーク・カレン
演 - ロバート・キャンベル
加寿彦のパートナー。
潮見加寿彦
演 - 江口洋介
夏彦の伯父。石巻の潮見外科の院長。
潮見真砂美
演 - 吉瀬美智子
夏彦の母。
潮見崇
演 - 樋口真嗣
夏彦の父。
夏彦の祖父
演 - 鈴木慶一
夏彦の祖母
演 - 水越けいこ
森本和典
演 - 菊池泰生
夏彦の幼馴染み。
夏彦の中学の同級生
演 - 櫻井健人、木村都貴
夏彦の祖父母の家での同級生の集まりで希を夏彦に引き合わせている。

#### 風美の関係者（映画）
岡田ケン
演 - 小尾颯
風美が担任するクラスの男子児童。近くの古墳にいた近隣で見かけない女子に話しかけ、ザリガニ釣りに誘う。
何も言わない彼女に「イワン」とあだ名をつけた。風美が路花を見つけるきっかけを作っている。
岡田の母
演 - 土井玲奈
学校で問題を起こし、風美に連れられて帰宅した息子を叱責する。

#### 音楽関係者（映画）
風琴（ふうきん）
演 - 村上虹郎
ギタリスト。ギターの伴奏を申し出て何かとキリエの応援をしてくれる。
松坂珈琲
演 - 笠原秀幸
ストリートミュージシャン。イッコが販売用グッズの作成を依頼する。その後もキリエバンドのメンバーを集めたり、キリエの力になる。
風琴たちと「路上主義・新宿中央公園フェス」を企画開催するが、騒音苦情と使用許可書の提出ができなかったため、途中で中止要請を受けている。
日高山茶花 / サザンカ
演 - 粗品（霜降り明星）
キーボード奏者。
御手洗礼（みたらい れい）
演 - 七尾旅人
ストリートミュージシャン。天王寺公園で小学生の路花と「音痴の聖歌」を歌い、投げ銭をもらっている。
警察に通報され職務質問され、逃げようとして取り押さえられるが、路花が自分自身の声を獲得していくきっかけを与えている。
根岸凡
演 - 北村有起哉
音楽プロデューサー。イッコの依頼でキリエにオーディションの話を持ってくる。
鬼頭（きとう）
演 - 米本学仁
根岸の依頼でキリエのオーディションをする関係者。
土門（どもん）
演 - 岡雅史
音楽関係の会社社長。
井村みゆき、小森恵子
演 - スガ・オロペサ・チヅル、大中莉雪
音楽関係の会社関係者。キリエのオーディションをする。
音楽関係の会社関係者
演 - 関口アナン、山内昭宏

#### 「路上主義・新宿中央公園フェス」出演者
acane
演 - acane（本人）
松坂珈琲と「AM11:00」を歌っている。
集団パラリラ
演 - 集団パラリラ（ジン）
「あなたとのキス」を歌っている。
橋本桃子
演 - 橋本桃子（本人）
「春の音」を歌っている。路上ライブでもKyrieと「マリーゴールド」を歌っている。
キリエバンドのメンバー
演 - 伊藤雅景（Gt.）、奥貫圭一朗（Ba.）、松浦千昇（Dr.）、小林大和（S.Dr.）、鈴木雄太郎（Tp.）、山田蘭美（Vn.）、林田順平（Vc.）、永見行崇（Key.）、市川和則（Gt.）

#### その他（映画）
堀田、沢井
演 - 鳥谷宏之、足立理
新宿南警察署の刑事。イッコの結婚詐欺事件について、キリエと夏彦に事情聴取をする。結果的にはこのためにふたりが再会できている。
教会のスタッフ
演 - サヘル・ローズ
大阪の教会を訪れた路花に話しかけ、他の子どもたちと一緒にカレーライスを振る舞う。
新宿中央公園の警官
演 -  新井敬太、細井学
近隣からの騒音苦情と使用許可書が確認できないことから、フェスの中止を混乱の中で要請する。
天王寺公園の警官
演 - 村角ダイチ、馬塲由貴
通報を受けて、路花を連れた御手洗礼に職務質問をし、逃げようとした礼を取り押さえる。
カフェの店員
演 - 円井わん
根岸の無茶ぶりでキリエが「名前のない街」をアカペラで歌い出す店の店員。
もっちゃん
演 - もっちゃん（本人）
キリエと橋本桃子の路上ライブを配信するユーチューバー。
小塚家の客（教会の仲間）
演 - 清水由紀、山口詩史、深澤しほ
石巻の小塚家のパーティーに参加。夏彦に口々に話しかけたり、呼子の伴奏で路花が「異邦人」を歌うのを聴く。
ミコト
演 - 武尊 
通りすがりのキックボクサー。暴漢に刺されて倒れ込んだイッコに駆け寄る。暴漢は仲間のキックボクサーたちが取り押さえている。
暴漢
演 - 豊満亮 
イッコの行く先（キリエの路上ライブ）に現れたり、フェス会場の近くで「真緒里!」と叫んでイッコを刺した男。
走って逃げ出したところを通りすがりのキックボクサーたちに取り押さえられている。
ネットカフェの女性
演 - 畦田ひとみ 
エンディングに登場。キリエとネットカフェの廊下ですれ違う。キリエの向かいの部屋に滞在し、彼女の弾き語りを聴いていた。
村田、国松
演 - 中川裡斗 、古塚拓巳
岡田の友人たち。古墳公園でイワン（路花）と一緒にザリガニ釣りをする。

### スタッフ
- 原作・監督・脚本・編集 - 岩井俊二『キリエのうた』（文春文庫刊）
- 製作 - 吉村文雄、竹澤浩、白石直人、中村浩子、岡田美穂、川上紳一、寺内達郎、玉井忠幸、栗花落光、檜原麻希、小林武史、渡辺祐介
- 企画・プロデュース - 紀伊宗之[13]
- プロデューサー - 水野昌、岡部圭一朗、田井えみ[11]
- 音楽 - 小林武史[7]
- 主題歌 - Kyrie「キリエ・憐れみの讃歌」（avex trax）[5][18][注 17]。
- 児童相談所監修 - 山脇由貴子[39][11]
- 産婦人科現場監修 - 高橋理恵[11]
- 警察監修 - 古谷謙一、秋元晃一、山内徹[11]
- 撮影監督 - 神戸千木[11]
- 美術 - 我妻弘之、松浦健一[11]
- 録音 - 中川究矢、井口勇、岩間翼[11]
- スタイリスト - 申谷弘美[11]
- ヘアメイク - 小林麗子[11]
- 撮影 - 雪森るな[11]
- 装飾 - 大和昌樹[11]
- 照明 - 高田紹平、阿部良平[11]
- 助監督 - 佐藤匡太郎、内田知樹、志賀共記[11]
- 制作担当 - 鈴木雄大[11]
- キャスティング - 田端利江、山下葉子[11]
- 音楽プロデューサー - 成川沙世子[11]
- 宣伝プロデューサー - 谷口智津子、藤村香耶音（CHOCOLATE）[11]
- 制作プロダクション - ロックウェルアイズ[13]
- 配給 - 東映[1]
- 製作 - Kyrie Film Band （東映、KDDI、ロックウェルアイズ、ジェイ・ストーム、関西テレビ放送、テレビ新広島、北海道テレビ放送、宮城テレビ放送、FM802、ニッポン放送、OORONG-SHA、CHOCORATE）[40]

### 劇中曲
- Kyrie（アイナ・ジ・エンド）「燃え尽きる月」（作詞・作曲：アイナ・ジ・エンド）[15]
- Kyrie「名前のない街」（作詞・作曲：アイナ・ジ・エンド）[15]
- Kyrie「ずるいよな」（作詞・作曲：アイナ・ジ・エンド）[15]
- Kyrie「ひとりが好き」（作詞：岩井俊二 / 作曲：アイナ・ジ・エンド）[15]
- Kyrie「前髪上げたくない」（作詞・作曲：アイナ・ジ・エンド）[15]
- Kyrie「虹色クジラ」（作詞：アイナ・ジ・エンド/ 作曲：アイナ・ジ・エンド、なかむらしょーこ）[41][15][11]
- 御手洗礼（七尾旅人）＆小塚路花（矢山花）「音痴の聖歌」（作詞・作曲：七尾旅人）[15][42]
- 御手洗礼「MIDNIGHT ZOO」（天王寺動物園 2011）（作詞・作曲：七尾旅人）[15][42]
- Kyrie「さよなら」（作詞・作曲：小田和正）[15]
- 小塚路花 / Kyrie「異邦人」（作詞・作曲：久保田早紀）[15]
- Kyrie「Lemon」（作詞・作曲：米津玄師）[15]
- Kyrie「ドライフラワー」（作詞・作曲：優里）[15]
- Kyrie＆橋本桃子「マリーゴールド」（作詞・作曲：あいみょん）[26][15]
- 横井啓治（石井竜也）「北の国から〜遥かなる大地より〜」（作曲：さだまさし）[15]
- 横井啓治「夜明けのスキャット」（作詞：岩谷時子 / 作曲：いずみたく）[15]
- acane＆松坂珈琲（笠原秀幸）「AM11:00」（作詞・作曲：TUN）[15]
- ハンス・ユーデンケーニッヒ (Hans Judenkönig) キリストは蘇り「Christ ist erstanden」プサルテリー/ボーカル版：小林武史/Hana Hope、ギター版、チェロ版、リュート/ビオラ版、ピアノ版：小林武史、合唱版：ヴェリタス城星学園中学校・高等学校[42][41]
- 橋本桃子「春の音」（作詞・作曲：橋本桃子）[42]
- 集団パラリラ「あなたとのキス」（作詞・作曲：神山保志）[42][41]
- 大塚愛 「FUN」（作詞・作曲：井上陽水）[42]
- 安藤裕子 「帰れない二人」（作詞・作曲：井上陽水、忌野清志郎）[41][42]
- 花澤香菜「Attachment」（作詞・作曲：GIRIS）[42]
- 仲村宗悟「Lazy」（作詞・作曲：GIRIS）[42]

※ 役名の場合は初出のみキャスト名を括弧書きで併記しています。

### 主なロケ地
大阪府藤井寺市（2011年の場面）

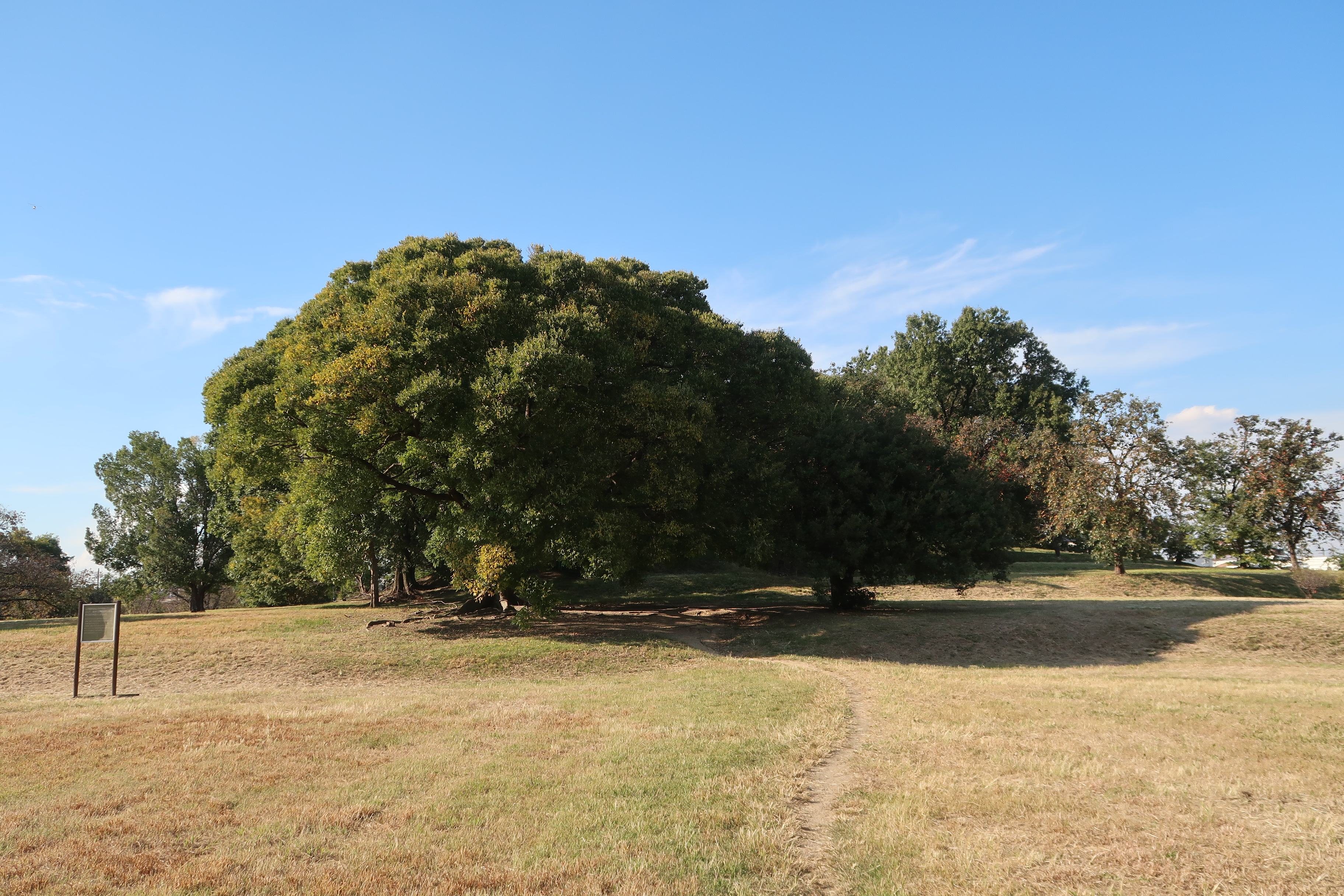
津堂城山古墳[11][43]（大阪に来た路花がしばらく居着いており､「異邦人」を歌うなどしていた。 ）
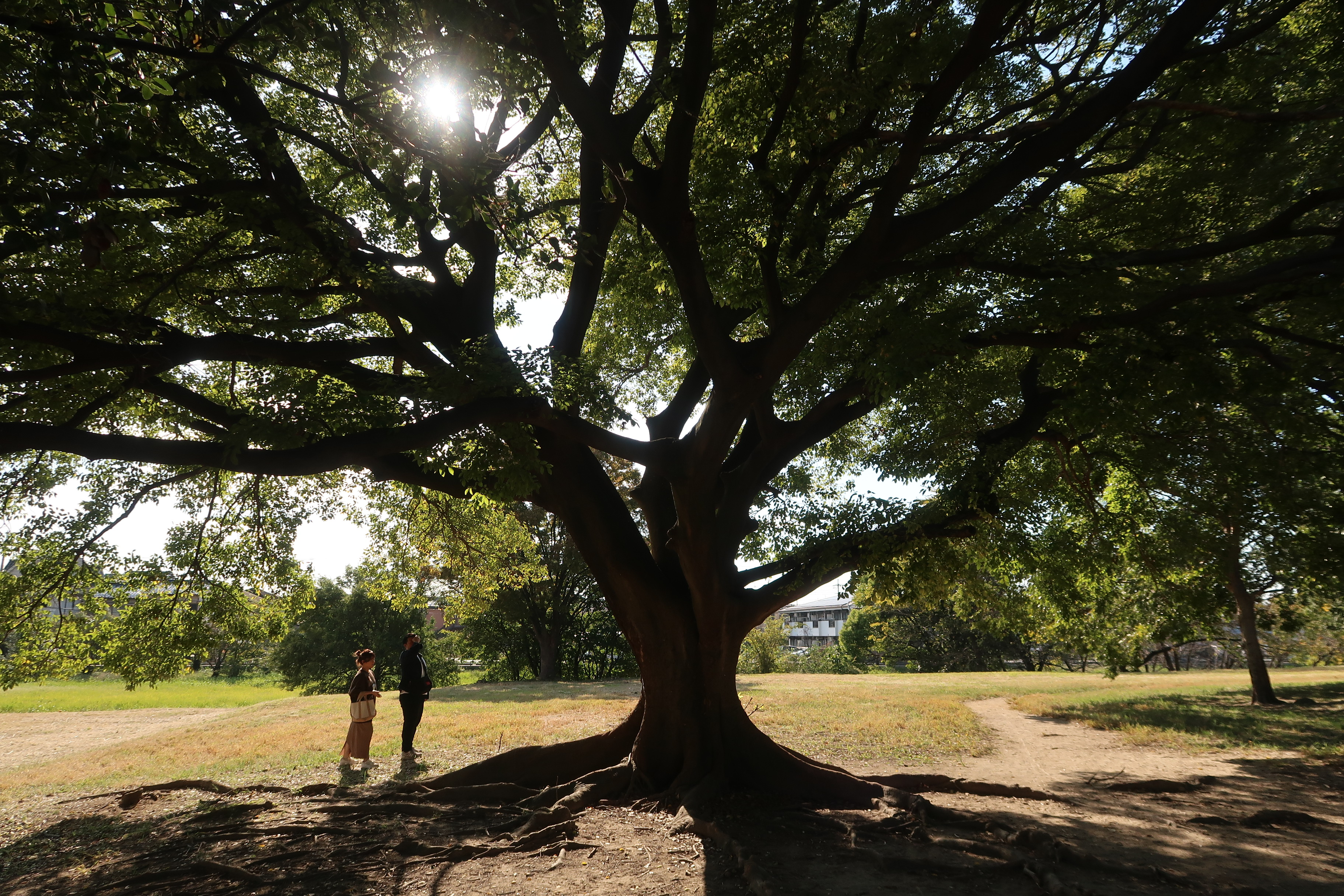
路花が登っていた木[11][43]（古墳内の木。風美が木の上にいる路花を見つけ保護する。）
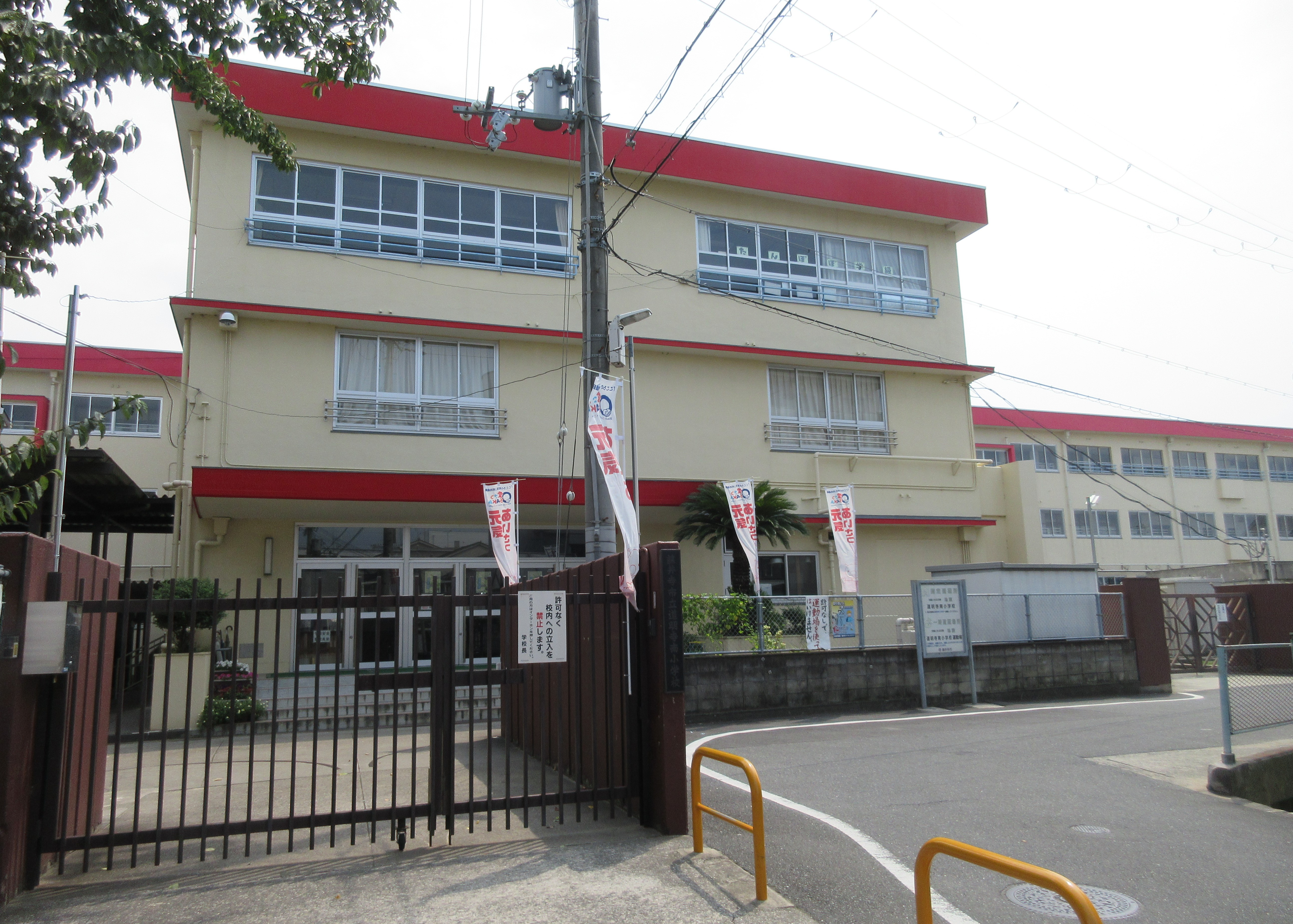
藤井寺市立道明寺南小学校[43][11]（風美が勤務する小学校。イワン（路花）のことをクラスの児童から聞き取る場面など。）
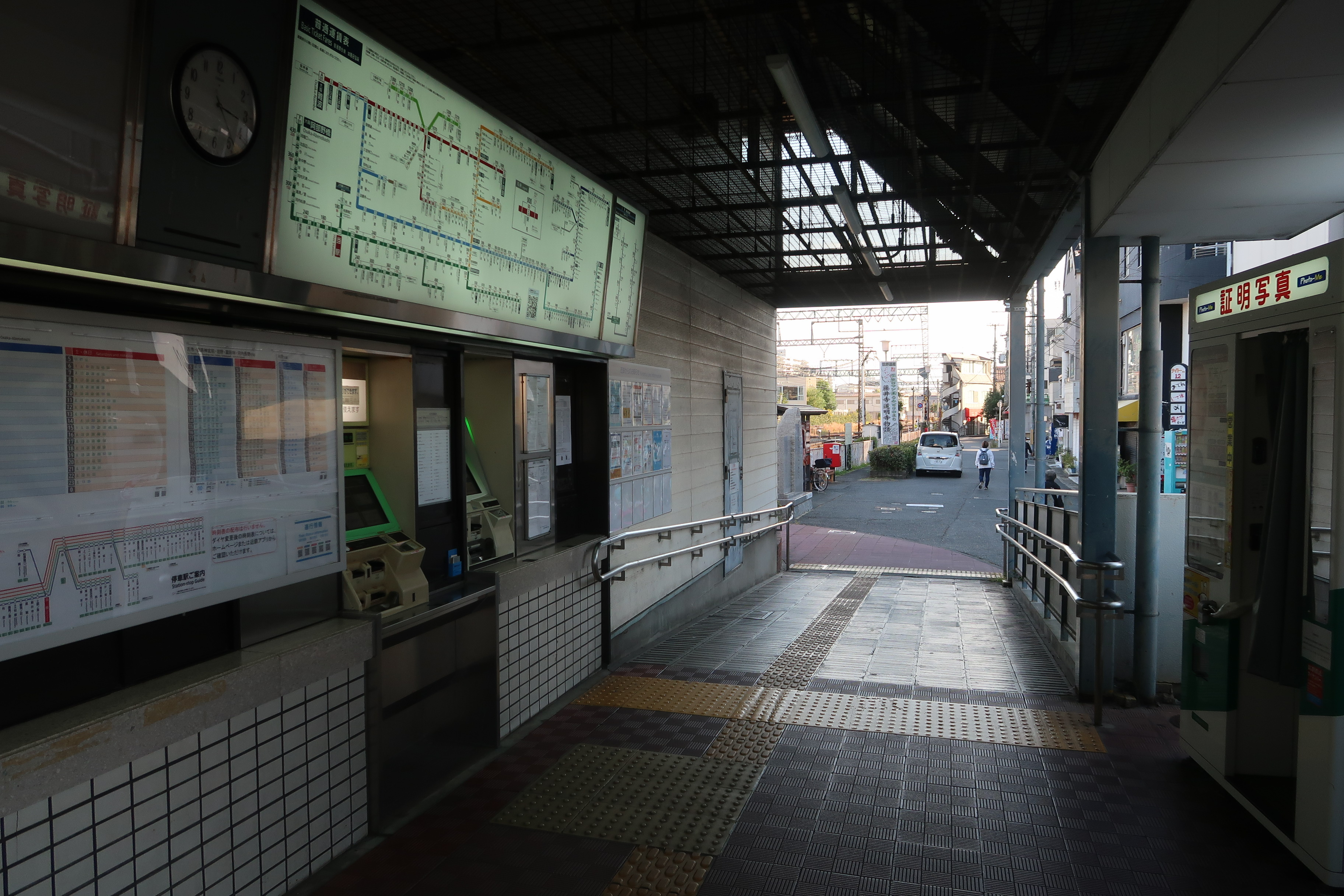
近鉄 道明寺駅[11]（風美から連絡を受け石巻からやって来た夏彦が路花と再会する。）

大阪市（2011年の場面）

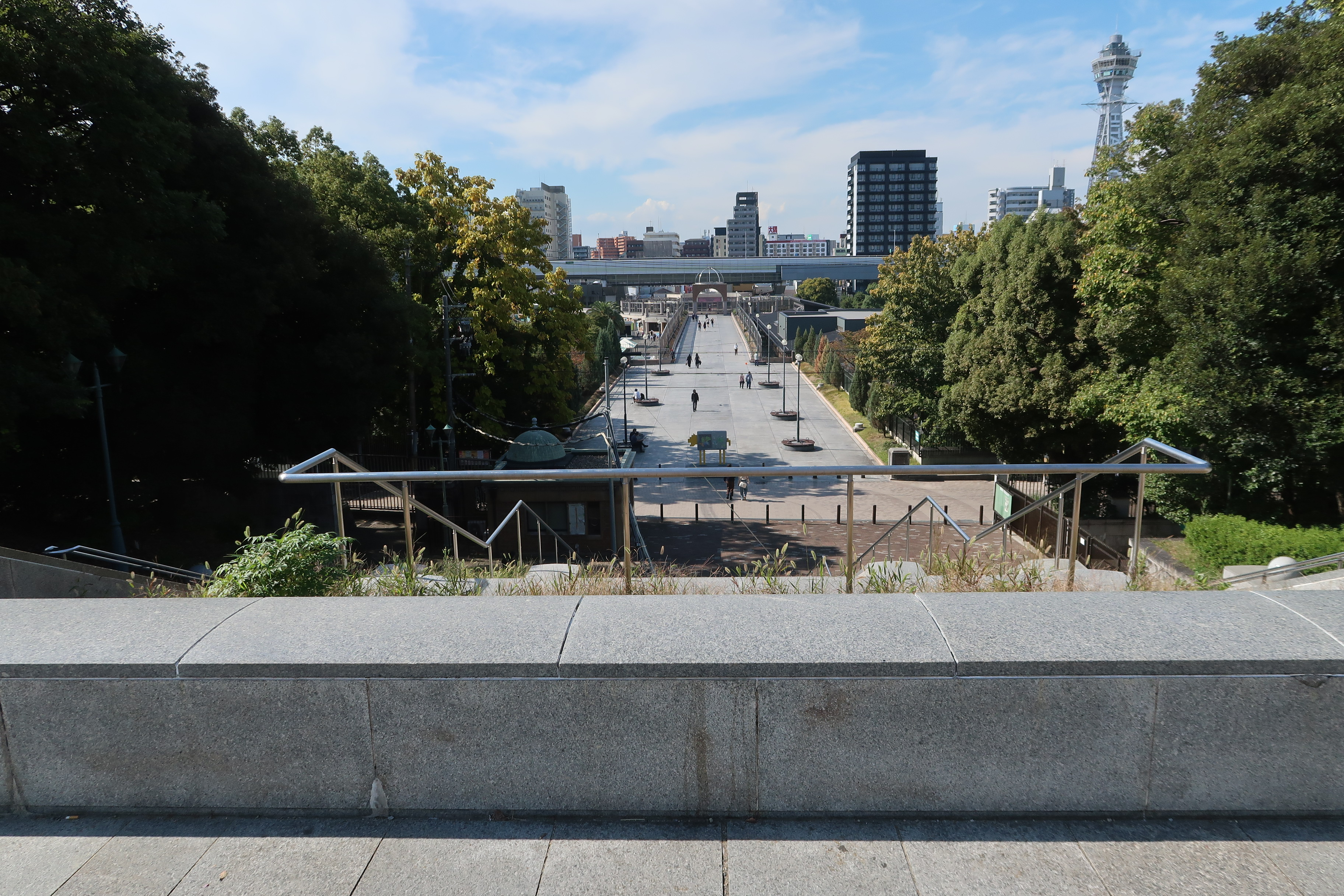
天王寺区・天王寺公園[11]（路花が御手洗礼と一緒に観客の前で「音痴の聖歌」を歌っていた。）
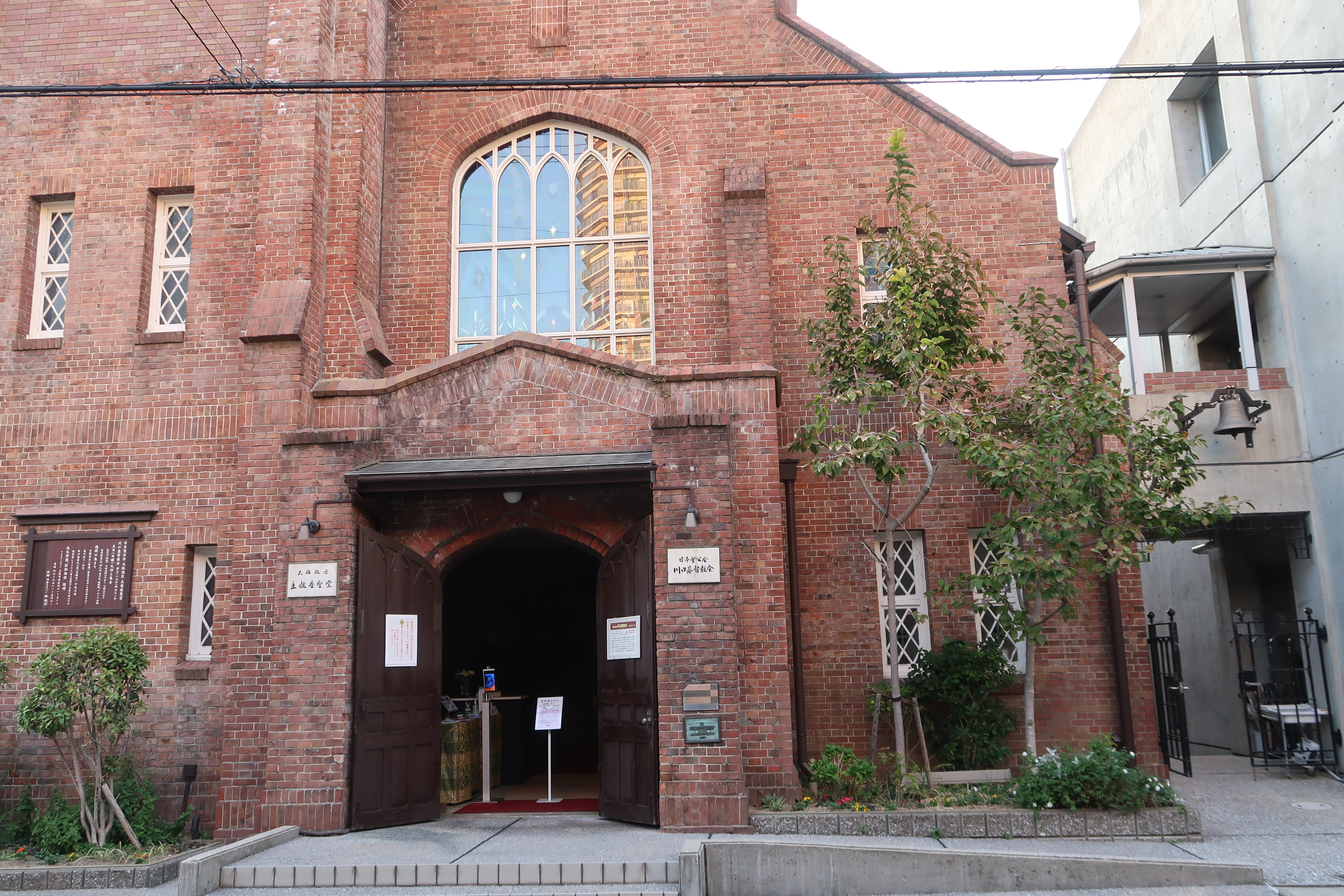
西区・川口基督教会[11]（路花が訪れカレーライスを振る舞ってもらう場面など。）
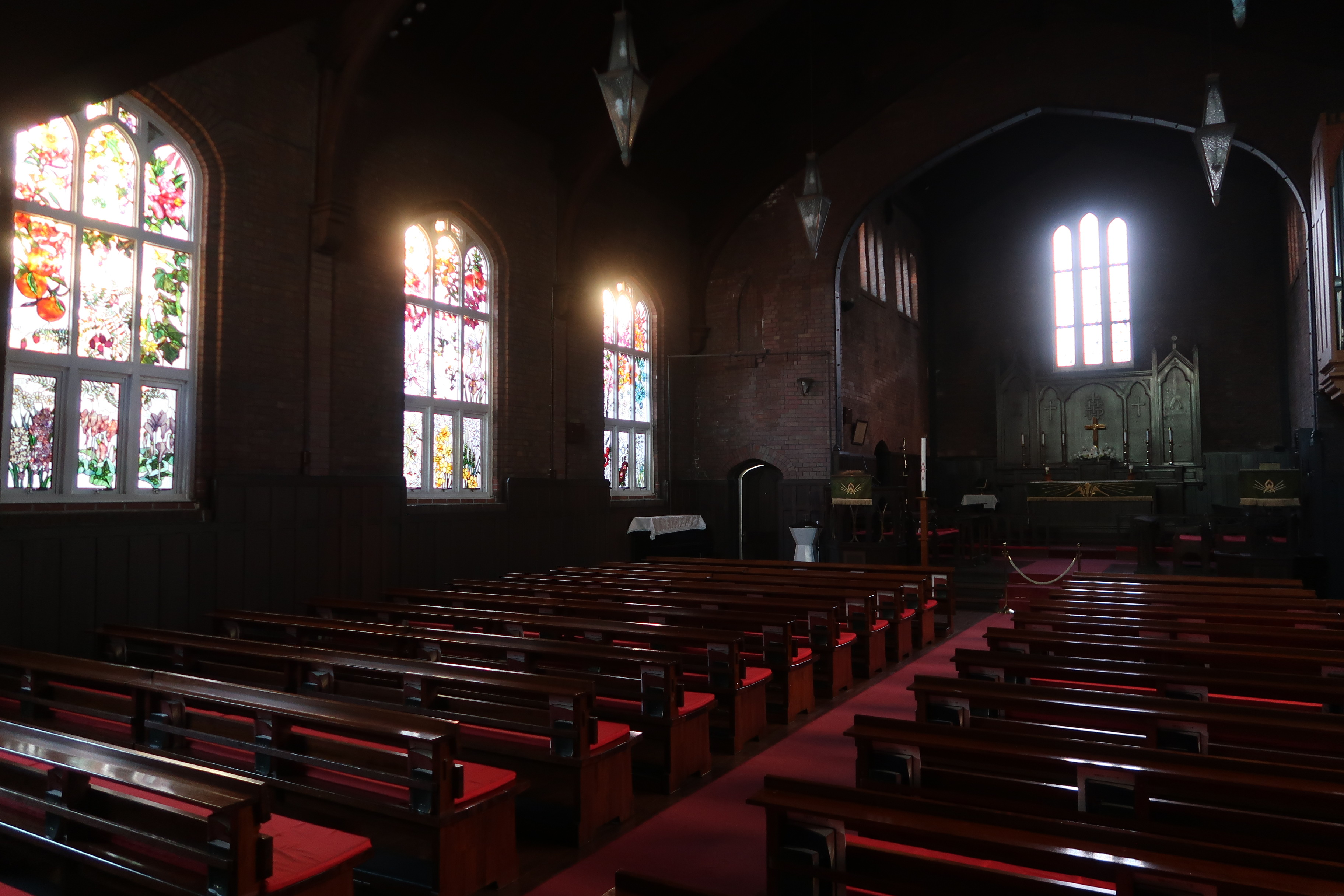
川口基督教会聖堂[11]（Kyrieの「燃え尽きる月」が流れる中、路花が見上げて涙を浮かべる場面、聖歌隊のコーラスを眺める場面など。）

東京都新宿区（2023年の場面）
- 新宿駅・新宿南口バスタ前… イッコがキリエに「何か歌って」と話しかけ、キリエが「名前のない街」を歌う場面などが撮影された。
- 新宿中央公園
  - 水の広場… 松坂珈琲や風琴たちが企画した「路上主義・新宿中央公園フェス」が開催された場所として撮影された。
  - デッキテラス… 山茶花の提案でトランペットやチェロなど多くの楽器奏者を加えて、キリエバンドが初めて外でリハーサルをする場面が撮影された。
  - 白糸の滝前… 夏彦がキリエのギターの先生と紹介され、風琴と夏彦との路上ライブでキリエが「ずるいよな」を歌うシーンが撮影された。

東京都渋谷区（2023年の場面）
- 代々木体育館プロムナード… 風琴がキリエにギターの伴奏を申し出て初めてのセッションで、キリエが「キリエ・憐れみの讃歌」を歌う場面が撮影された。

千葉県千葉市（2023年の場面）
- 幕張… キリエが路上ライブで「Lemon」、「名前のない街」を歌う場面、「マリーゴールド」を橋本桃子と歌う場面などが撮影された。

千葉県山武市（2023年の場面）
- JR東日本松尾駅（総武本線）… イッコとキリエが海辺まで歩き、2人で砂浜で寝転んでイッコから「ここでライブやって」と言われたキリエが「ひとりが好き」を歌う場面などが撮影された。

宮城県石巻市（2011年の場面）
- 羽黒山鳥屋神社… 夏彦と希が夜の神社を訪れる場面が撮影された。撮影当日スタッフ総出で紙灯籠を作成し、幻想的な明かりが2人を引き立てている。
- 桜坂高校沿いの市道… 学校帰りの希が自転車を押しながら夏彦と電話で話す場面などが撮影された。

宮城県石巻市・東松島市（2011年の場面）
- 夏彦が走った道（石巻須江大刈場・東松島赤井地区の道路）… 夏彦が希を探しに石巻まで走って行こうとした夜の場面が撮影された。

宮城県東松島市（2011年の場面）
- JR東日本 矢本駅（仙石線）… 希の家の最寄り駅として、夏彦が希に会うために降り立つ場面、帰り際、彼女が夏彦を見送りに来る場面などが撮影された。

北海道河西郡芽室町（2018年の場面）
- 白樺学園高等学校… 路花と真緒里が通う愛国高校として、図書室で真緒里が路花に「友達になって」と話しかける場面などが撮影された。

北海道帯広市（2018年の場面）
- 帯広駅前… 真緒里が通学する場面、近くのソフトクリーム店でバイトする場面などが撮影された。

北海道河東郡鹿追町（2018年の場面）
- ふれあい農芸公園「しかおいパーク」… 映画のオープニングとエンディングで、一面の雪の中を高校時代の路花と真緒里が歩き、寝転んでいる場面、路花が「さよなら」を歌う場面などが撮影された。

北海道上川郡新得町（2018年の場面）
- 新屈足神社… 真緒里と路花が深い雪の中を足を取られながら歩いてお参りをする場面が撮影された。

### プロモーション
- 2023年10月13日（12日深夜）にニッポン放送で『アイナ・ジ・エンドのオールナイトニッポンX(クロス)～映画「キリエのうた」SP～』が放送され、映画の原作・脚本・監督を務めた岩井俊二が特別ゲストとして生登場、2人で映画や音楽の話を中心に届けるとともに、映画の劇中歌もオンエアされた[45]。

### 受賞
2024年
- 第47回日本アカデミー賞 話題賞 作品部門

## テレビドラマ
『路上のルカ』のタイトルで、2024年7月28日から29日（28日深夜）まで日本映画専門チャンネルにて放送された。
原作・監督・脚本を手がけた岩井自らが書き上げ、映画にも使用された脚本は時系列に沿ったものであり、タイトルも違うものであったという。その脚本および映画撮影後の初期編集版を基にして、岩井自らが全10話・5時間半のドラマ版に再編集した。
なお、ドラマ版では映画版やDVDの特典においても未公開・未収録の映像も使用されている。

### キャスト（テレビドラマ）
- ルカ / キリエ：アイナ・ジ・エンド[49]
- 夏彦：松村北斗（SixTONES）[49]
- フミ：黒木華[49]
- マオリ / イッコ：広瀬すず[49]
- 風琴：村上虹郎
- 波田目新平 / ナミダメ：松浦祐也
- 松坂珈琲：笠原秀幸
- 日高山茶花 / サザンカ：粗品（霜降り明星）
- イワン（幼少期のルカのあだ名）：矢山花
- 御手洗礼：七尾旅人
- マーク・カレン：ロバート・キャンベル
- 小塚呼子：大塚愛
- 沖津亜美：安藤裕子
- 潮見加寿彦：江口洋介
- 潮見真砂美：吉瀬美智子
- 潮見崇：樋口真嗣
- 広澤楠美：奥菜恵
- 広澤明美：浅田美代子
- 横井啓治：石井竜也
- イッコの元恋人：豊原功補
- イッコの元恋人のガールフレンド：松本まりか
- 根岸凡：北村有起哉

### スタッフ（テレビドラマ）
- 原作・監督・脚本・編集：岩井俊二
- 音楽：小林武史
- 主題歌：Kyrie「燃え尽きる月」（avex trax）[15]
- オープニング曲：Kyrie「さよなら」（avex trax）[15]

### 劇中曲（テレビドラマ）
映画の劇中曲に加えて、映画本編ではカットされた楽曲「幻影」をキリエが歌唱するシーンが使用された。